# Tropic Island Hum
«Tropical Island Hum» es una canción compuesta por el músico británico Paul McCartney y publicada como sencillo en 2004, coincidiendo con la publicación del DVD The Music & Animation Collection, una colección de cortometrajes de animación y canciones infantiles. El sencillo alcanzó el puesto 21 en la lista de sencillos del Reino Unido.

## Lista de canciones
Todas las canciones escritas y compuestas por Paul McCartney. 
| N.º | Título                  | Duración |  |
| 1.  | «Tropic Island Hum»     |          |  |
| 2.  | «We All Stand Together» |          |  |